# Cyrtandra fasciata
Cyrtandra fasciata är en tvåhjärtbladig växtart som beskrevs av H.J. Atkins. Cyrtandra fasciata ingår i släktet Cyrtandra och familjen Gesneriaceae. Inga underarter finns listade i Catalogue of Life.